# Pterostichus rodionovi
Pterostichus rodionovi — вид жуків родини турунових (Carabidae), належить до великого роду птеростих (Pterostichus), що включає понад 1100 видів. Описаний у 2000 році з Читинської області на сході Росії. Мешкає в тайзі.